# Stadsliknande bosättning

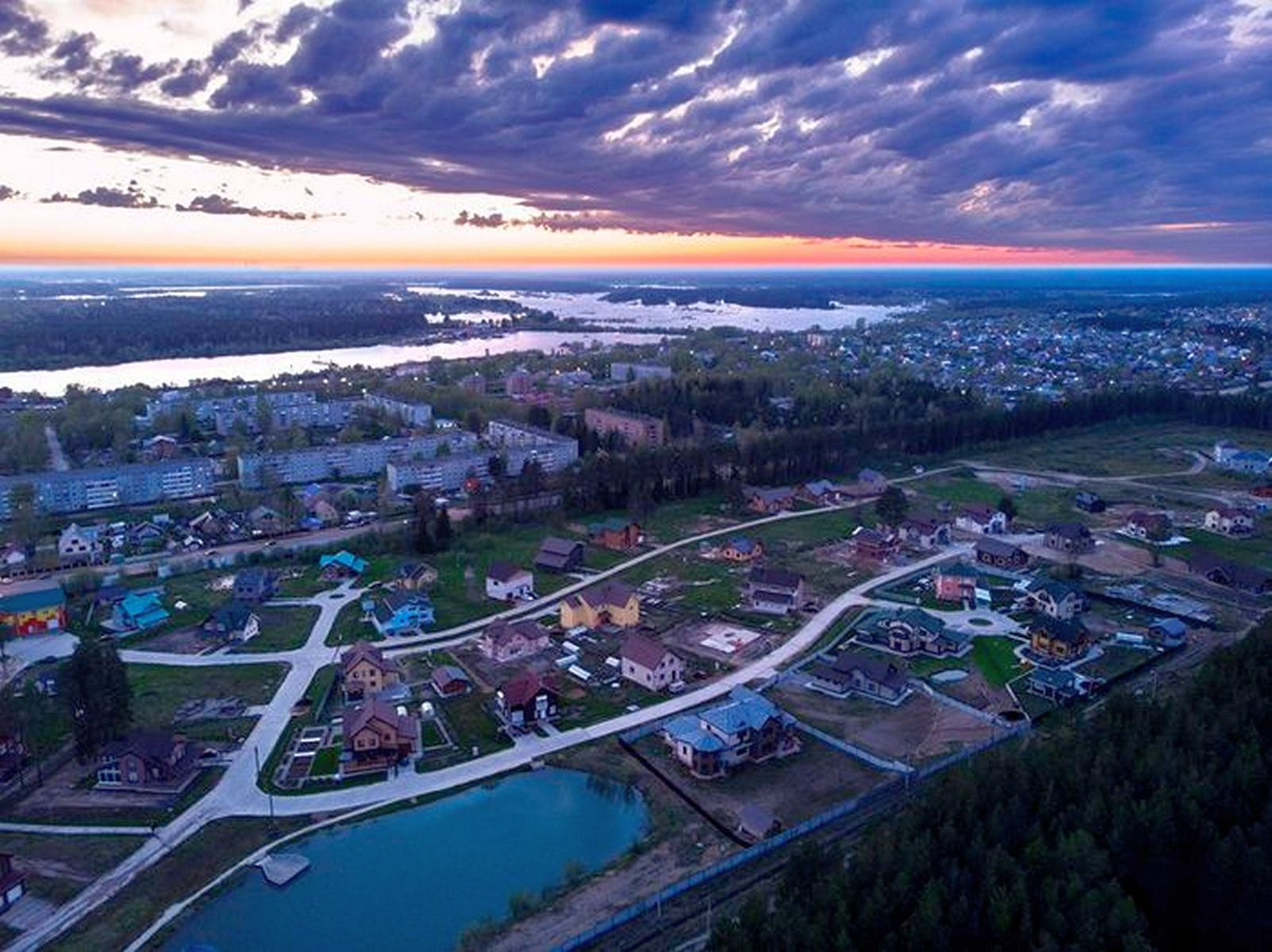
Krasnozatonskij i den ryska delrepubliken Komi är en stadsliknande bosättning med drygt 8 000 invånare. Bilden visar tydligt att bosättningen är en hybrid av by- och stadsbebeggylse.

En stadsliknande bosättning (ryska: посёлок городско́го ти́па) är den officiella beteckningen för en speciell typ av tätort i östra Europa. Termen har sitt ursprung i samhällsutvecklingen och stadsplaneringen i det forna Sovjetunionen och används fortfarande i vissa före detta sovjetrepubliker, främst i Ryssland och Belarus, men också i exempelvis Uzbekistan och Azerbajdzjan. I Ukraina användes systemet till oktober 2023, då det avskaffades.
Beteckningen avser i huvudsak mindre tätorter på landsbygden med en viss urban infrastruktur, ofta nybyggda kring en industri, gruva eller annan anläggning. Man vill särskilja denna typ av orter från å ena sidan väletablerade äldre städer (ryska: Город) och å andra sidan från större landsbygdsorter som i hög grad är ekonomiskt beroende av jordbruk.